# Estadio Melgar
El Estadio Melgar se encuentra ubicado en la ciudad de Arequipa a 2319 m s. n. m. Posee una capacidad de 15 000 espectadores. Dicho escenario ha albergado los partidos del Melgar en el Descentralizado y desde 1996 ha alternado con el estadio de la UNSA. En este estadio también se juegan diferentes encuentros de la Copa Perú, en donde participan el Piérola, Huracán, Aurora, Temperley.
Además este estadio ha sido escenario de diversos torneos internacionales como la Copa Libertadores de América 1982 y 1984, Copa Sudamericana en 2013; Los juegos Bolivarianos de 1997 y el Campeonato Sudamericano Sub-17 que se realizó en el año 2001 en Perú.
En este escenario se jugó el legendario partido entre Melgar y Santos de Brasil en 1968 terminando empate 1 a 1.
Albergó la Copa Libertadores 1982 donde el club arequipeño enfrentó a rivales como Olimpia y Sol de América de Paraguay y en 1984 contra Universidad de Los Andes y Portuguesa de Venezuela.
En el 2004 se hizo un amistoso con Puerto Montt de Chile. Melgar ganó 4 a 3.
En 2008 el recinto albergó las 3 Principales Competencias futbolísticas, Melgar ejerció como local en este recinto en Primera División, igual que IDUNSA en la Copa Perú y Total Clean en Segunda División.
En 2013 el estadio Albergó el partido entre Melgar y Deportivo Pasto el cual fue ganado por el equipo rojinegro por dos tantos a cero, Sportivo Huracán jugó la parte final del Torneo de Segunda División en este recinto, Saetas de Oro jugó también Copa Perú en este estadio.

## Años sin fútbol profesional
En 2009 fue escenario de la Liga del Cercado.
En 2010, 2011 y 2012 fue escenario de Liga Superior, Liga del Cercado y las Etapas Departamental, Regional y Nacional de la Copa Perú gracias a las Buenas Campañas de Sportivo Huracán y FBC Aurora.

## Divisiones
El estadio tiene 5 divisiones:
- Butacas.
- Tribuna Occidente (Norte y Sur).
- Tribuna Oriente.
- Tribuna Popular Sur.
- Tribuna Popular Norte.

El Estadio Mariano Melgar tiene en total 10 accesos (2 por cada tribuna + 2 adicionales en Occidente).

## Hinchada rojinegra
En los partidos que juega FBC Melgar en este estadio se ubica de la siguiente manera:
- Barra "León del Sur" se ubica en el Centro de la Tribuna Sur debajo del Marcador.
- Barra  "Infierno Rojinegro" se ubica en la Tribuna Oriente en el Margen pegado a la Tribuna Norte.
- Las Hinchadas Visitantes están limitadas a la tribuna Norte.

Antiguamente la Barra "León Mistiano" (desaparecida) se ubicababa en la Tribuna Oriente pegado a la puerta de acceso Nororiental, otra "Ultra Oriente"(desaparecida) quien fueron los Fundadores de Infierno Rojinegro se ubicaron en la Tribuna Oriente debajo de la Torre.

## Hinchada verdolaga
En los partidos que juega Sportivo Huracán en este estadio se ubica de la siguiente manera:
- Barra "Fuerza Huracán" se ubica en la Tribuna Oriente en el margen Pegado a Sur.
- Barra "Los Pampillanos" mayormente conformada por socios del Club se ubican en Tribuna Occidente Sur también en las Butacas.

## Hinchada aurinegra
En los partidos que juega FBC Aurora en este estadio se ubica de las siguientes formas:
- Barra "soy Tigre" va a la Tribuna Oriente Pegado al Margen Norte.

Antiguamente la barra se ubicaba en tribuna Sur debajo del tablero.

## Hinchada albinegra
En los partidos que juega Saetas de Oro en este estadio la barra Joyina se ubica en las butacas.

## Récord de asistencia
El 4 de diciembre de 1988 el Estadio Mariano Melgar recibió 16 022 espectadores para el encuentro entre Melgar y Universitario de Deportes. El partido terminó con triunfo para los locales 2-1.

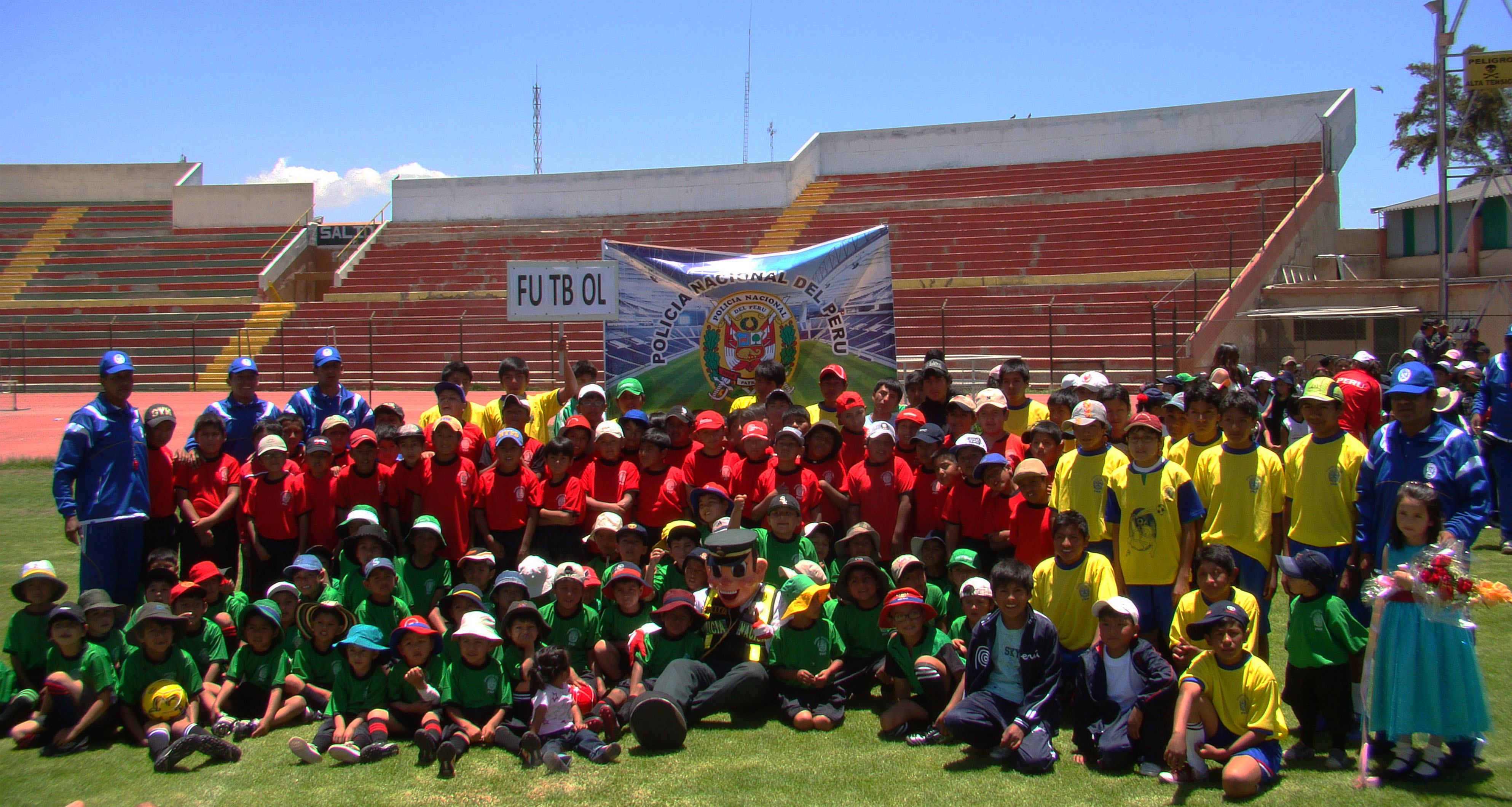
Delegación deportiva de la Policía Nacional del Perú en el Estadio Mariano Melgar.
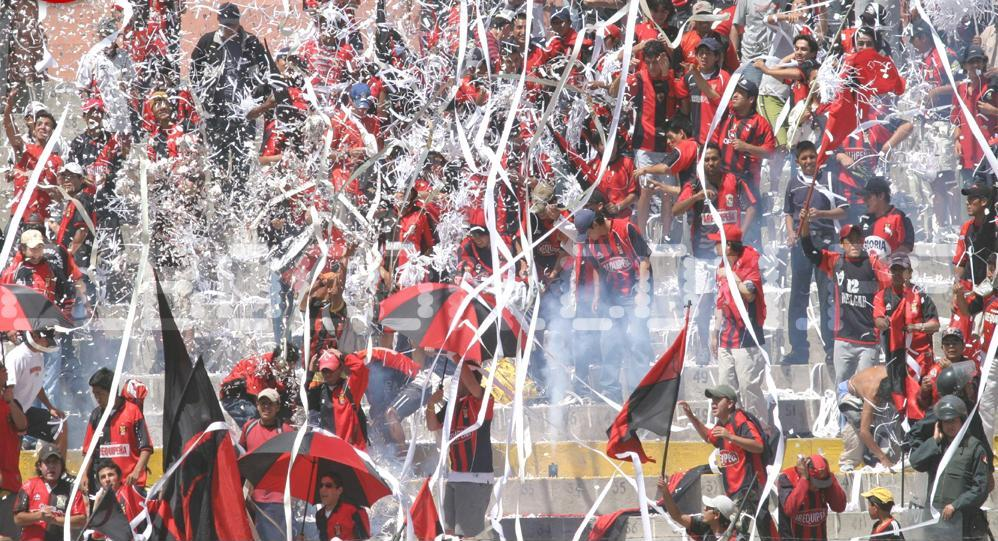
Barra brava del club de fútbol F.B.C Melgar en el Estadio Mariano Melgar.

### Partidos internacionales
| Fecha      | Local       | Resultado | Visitante           | Competición            |
| ---------- | ----------- | --------- | ------------------- | ---------------------- |
| 06-12-1964 | FBC Aurora* | 1 - 3     | Dinamo Moscú        | Amistoso 1964          |
| 06-02-1965 | FBC Melgar  | 2 - 6     | Botafogo            | Amistoso 1965          |
| 28-06-1965 | FBC Melgar  | 2 - 1     | Atlético Huracán    | Amistoso 1965          |
| 06-02-1966 | FBC Melgar  | 1 - 1     | Santos              | Amistoso 1966          |
| 13-03-1982 | FBC Melgar  | 2 - 1     | Deportivo Municipal | Copa Libertadores 1982 |
| 24-03-1982 | FBC Melgar  | 0 - 3     | Olimpia             | Copa Libertadores 1982 |
| 31-03-1982 | FBC Melgar  | 3 - 2     | Sol de América      | Copa Libertadores 1982 |
| 27-02-1983 | FBC Melgar  | 1 - 1     | Bolívar             | Amistoso 1983          |
| 01-04-1984 | FBC Melgar  | 2 - 0     | Sporting Cristal    | Copa Libertadores 1984 |
| 05-04-1984 | FBC Melgar  | 0 - 1     | ULA Merida          | Copa Libertadores 1984 |
| 08-04-1984 | FBC Melgar  | 1 - 2     | Portuguesa          | Copa Libertadores 1984 |
| 26-03-1990 | FBC Melgar  | 0 - 2     | Vélez Sarfield      | Bodas de Diamante      |
| 26-06-2004 | FBC Melgar  | 4 - 3     | Puerto Montt        | Amistoso 2004          |
| 06-08-2013 | FBC Melgar  | 2 - 0     | Deportivo Pasto     | Copa Sudamericana 2013 |

- (*) Fue un combinado de jugadores de los clubes FBC Melgar, FBC Aurora, Independencia, Isabelino y León del Sur, sin embargo usaron la camiseta del Aurora.

### Finales y Definiciones
| Fecha      | Local       | Resultado | Visitante            | Competición                      |
| ---------- | ----------- | --------- | -------------------- | -------------------------------- |
| 18-03-2001 | Brasil      | 2 - 0     | Argentina            | Sudamericano Sub-17 2001         |
| 11-12-2005 | Senati FBC  | 3 - 2     | José Gálvez          | Final Copa Perú 2005 (Ida)       |
| 09-12-2006 | Total Clean | 2 - 0     | Hijos de Acosvinchos | Final Copa Perú 2006 (Ida)       |
| 06-12-2008 | Total Clean | 2 - 1     | Inti Gas             | Definición Segunda División 2008 |

| Predecesor: Estadio Centenario Montevideo Uruguay 1999 | Perú 2001 IX final Brasil | Sucesor: Estadio Ramón Tahuichi Aguilera Santa Cruz de la Sierra Bolivia 2003 |